# Patchouli
Patchouli (Pogostemon cablin) är en kransblommig växtart som först beskrevs av Francisco Manuel Blanco, och fick sitt namn av George Bentham. Pogostemon cablin ingår i släktet Pogostemon och familjen kransblommiga växter. Inga underarter finns listade i Catalogue of Life.
Patchouli är också namnet på den eteriska olja som kommer från växtens blad.
Bladen har länge använts i Indien mot mal. Under 1800-talet kom det till Europa där det blev populärt i potpourrier och luktpåsar. Det blev också även där ett viktigt malmedel. Patchouli blev mindre vanligt i takt med att ylle, och därmed mal, blev ovanligare. Renässansen kom under 1960- och 1970-talen när doftessenser och rökelse blev populära.
Oljan används i framställningen av rökelse, parfym, kosmetika, tvål och teblandningar.
Idag framställs nästan all patchouli i Indonesien.

## Framställning av patchouliolja
Patchouliolja är en eterisk olja som kan utvinnas av bladen från örten Pogostemon patchouli som odlas i Kina, Indien och andra länder i Sydostasien.
Bladen bearbetas genom försiktig torkning och samlas därefter i högar där en svag jäsning får pågå. Därefter får de genomgå en fullständig torkning. De färska bladen har ingen doft utan denna kommer fram först efter jäsningen.
Genom destillation med vattenånga utvinns olja som utgör ca 4 % av bladens vikt. Oljan är gulbrun eller mörkbrun och mycket tjockflytande och skiljer ofta ut kristaller under förvaring. Lukten är mycket genomträngande och långvarig.